# Metamodernismo
El Metamodernismo es un conjunto de ideas en filosofía, estética, literatura y cultura que están emergiendo como una respuesta desde el (y a su vez, reaccionando al) Posmodernismo. Una definición que caracteriza al metamodernismo es entenderlo como una serie de mediaciones que oscilan entre aspectos del Modernismo y el posmodernismo. 
Metamodernismo es definido como una "estructura de sentimiento" que sitúa la construcción de conocimiento en un estado de sincera ironía. Por tanto, la sensibilidad del metamodernismo se manifiesta en diversos productos culturales, políticos, sociales y técnicos. Entre los más icónicos referentes se encuentran los creadores norteamericanos David Foster Wallace (escritor), Anabel Daou (artista visual), Donald Glover (actor, músico y performer) y Bo Burnham (humorista).

## Desarrollo histórico
El término Metamodernista surgió en 1975, cuando Mas'ud Zavarzadeh lo utilizó para describir un grupo de actitudes estéticas las cuales habían emergido en literatura americana desde mediados de la década del cincuenta. En 1999, el metamodernismo era descrito como una "extensión de y desafío al modernismo y posmodernismo" con el objetivo de "transcender, fracturar, subvertir, burlar, interrogar e interrumpir, secuestrar y apropiar la posmodernidad y modernidad". Posteriormente en 2002, el metamodernismo en la literatura fue descrito como una estética que "después de e incluso mediante el modernismo…. una salida tanto como una perpetuación." La relación del metamodernista con el modernismo fue vista como ir "lejos, más allá del homenaje, hacia un nuevo compromiso con el método modernista con el fin de abordar el asunto bien fuera del alcance o el interés de los propios modernistas." Estas emergentes relaciones comienzan a configurar un polo de interés cultural e intelectual a finales de la década de los 2000.  En 2007 el metamodernismo estuvo descrito en parte como una concurrencia con, una aparición de, y una reacción al, posmodernismo, "abogando por la idea de que sólo en su interconexión y revisión continua está la posibilidad de captar la naturaleza de los fenómenos culturales y literarios contemporáneos."
El metamodernismo presenta actualmente dos principales corrientes: La corriente holandesa, cuyos principales exponentes son Timotheus Vermeulen y Robin van den Akker y la corriente nórdica, sintetizada por el filósofo Hanzi Freinacht. Cada una de estas corrientes ha publicado libros, ensayos y mantienen distintivas páginas webs. Uno de los mayores referentes intelectuales del metamodernismo es Brent Cooper, un sociólogo canadiense e investigador independiente que lleva trazando la coherencia del concepto en durante la última década en su centro Abs-tract Organization.

### Vermeulen y Van den Akker
En 2010, los teóricos culturales Timotheus Vermeulen y Robin van den Akker propusieron el metamodernismo como "una intervención en el debate del post-postmodernismo." En el ensayo Notes on Metamodernism, afirmaron que los años 2000s estuvieron caracterizados por el regreso de posiciones típicamente modernas, que no se perdieron de las estructuras mentales postmodernas de los años ochenta y noventa. Según ellos, la sensibilidad meta moderna "puede ser concebida como una especie de ingenuidad informada, un idealismo pragmático", característica de las respuestas culturales a los recientes acontecimientos globales como cambio climático, la crisis financiera global, la inestabilidad política y la revolución digital. Afirmaron que “la cultura posmoderna del relativismo, la ironía y el pastiche" se acabó, siendo reemplazada por una condición post-ideológica que enfatiza el compromiso, el afecto y la narración.
El prefijo "meta-" aquí refiere, no a un estado reflexivo o un rumiante recurrente, sino que proviene del término acuñado por Platón metaxy, el cual denota un movimiento entre polos opuestos así como más allá ellos. Vermeulen Y Van den Akker describen metamodernismo como "estructura del sentir" que oscila entre modernismo y posmodernismo como "un péndulo que balancea entre innumerables polos".
Según Kim Levin, escribiendo en ARTnews, esta oscilación "es dubitativa, así como la esperanza y la melancolía, la sinceridad y la ironía, lo que afecta y la apatía, lo personal y lo político, y la tecnología y el techne." Para la generación meta moderna, según Vermeulen, "las grandes narrativas son tan necesarias como problemáticas, la esperanza no esta sencillamente en algo a buscar, pues no necesariamente se encanta de algo para ser ridiculizado."
Vermeulen afirma que el "metamodernismo no es tanto una filosofía —que implica una ontología cerrada— sino que es un intento en una lengua vernacular, o … una clase de documento de código abierto, aquello que podría contextualizar y explicar qué está yendo alrededor, en una economía política tanto como en las artes." El regreso de una sensibilidad romántica ha sido postulado como característica clave de metamodernismo, observado por Vermeulen y Van den Akker en la arquitectura de Herzog & de Meuron, y el trabajo de artistas como Bas Jan Ader, Peter Doig, Olafur Eliasson, Kaye Donachie, Charles Avery, y Ragnar Kjartansson.

## Metamodernismo
El prefijo meta, deriva de metaxy-. Platón lo usa para describir una oscilación y simultaneidad entre dos polos opuestos. El metamodernismo es un concepto que combina características del modernismo y el postmodernismo, como la deconstruccion, la ironía, el relativismo, el nihilismo y el rechazo a las grandes narrativas (para caricaturizarlas). 
Esta ideología y su discurso, se compromete con el resurgimiento de conceptos del modernismo como la sinceridad, el amor, el afecto, el romanticismo, el potencial de las grandes narrativas y las verdades universales, sin perder las ideas del postmodernismo. Así el metamodernismo en lugar de retornar a la ingenuidad del modernismo, o a la crudeza del postmodernismo, decide ser una oscilación entre los aspectos de estas dos. Aun con esto, el metamodernismo no pretender ser una filosofía o movimiento, ya que no es definido ni delimitado por un sistema de pensamiento cerrado, ni dicta un conjunto particular de valores, metodologías o pensamientos,
La estructura meta moderna, del sentimiento evoca una oscilación, entre un deseo moderno y una postmodernista sobre el sentido de todo, entre una sinceridad moderna y una ironía postmoderna, entre la esperanza y la melancolía, la empatía y la apatía, la unidad y la pluralidad, pureza y corrupción, ingenuidad y conocimiento; entre el control de los bienes comunes. la artesanía y el conceptualismo, el pragmatismo y la utopía. Uno debe tener cuidado de no pensar en esta oscilación como un equilibrio, sin embargo; más bien es un péndulo oscilando entre numerosos e incontables polos. Cada vez que el entusiasmo metamoderno oscila hacia el fanatismo, la gravedad lo tira hacia la ironía, en el momento en que su ironía se balancea hacia la apatía, la gravedad lo tira hacia atrás hacia el entusiasmo.

### El Manifesto Metamodernista
En 2011, Luke Turner publicó un Metamodernist Manifesto. El manifestó reconoció "oscilación para ser el orden natural del mundial" y pidió un fin a "la inercia que resulta de un siglo de ingenuidad ideológica modernista y la falsedad cínica de su antónimo hijo bastardo." En cambio,  propone el metamodernismo como "la condición mercurial entre y más allá de la ironía y sinceridad, ingenuidad y conocimiento, relativismo y verdad, optimismo y duda, en persecución de una pluralidad de disparate y horizontes esquivos." El texto citó el trabajo de Vermeulen y van den Akker, y concluyó “tenemos que ir adelante y oscilar!” Turner más tarde reconoció en su manifestó al actor Shia LaBeouf como una colaboración artística significativa en el manifiesto. El manifiesto está compuesto de ocho postulados: 
1.Reconocemos que la oscilación es el orden natural del mundo.
2.Debemos liberarnos de la inercia resultante de un siglo de ingenuidad ideológica modernista y de la cínica insinceridad de su niño bastardo antónimo.
3. De ahora en adelante, el movimiento se habilitará por medio de una oscilación entre posiciones, con ideas diametralmente opuestas operando como las polaridades pulsantes de una máquina eléctrica colosal, impulsando al mundo a la acción.
4. Reconocemos las limitaciones inherentes a todo movimiento y experiencia, y la inutilidad de cualquier intento de trascender los límites establecidos en ellos. Lo incompleto, esencial de un sistema, debería requerir una adherencia. no para lograr un fin determinado o ser esclavos de su curso, sino más bien para vislumbrar mediante proxy alguna exterioridad oculta. La existencia se enriquece si establecemos nuestra tarea como si esos límites pudieran superarse, ya que tal acción se desarrolla en el mundo.
5. Todas las cosas quedan atrapadas dentro de la diapositiva irrevocable hacia un estado de máxima disociación entrópica. La creación artística está supeditada al origen o revelación de la diferencia en ella. El afecto en su cenit es la experiencia inmediata de la diferencia en sí misma. El papel del arte debe ser explorar la promesa de su propia ambición paradójica al incitar al exceso a la presencia.
6. El presente es un síntoma del nacimiento gemelo de la inmediatez y la obsolescencia. Hoy, somos nostálgicos tanto como futuristas. La nueva tecnología permite la experiencia simultánea y la representación de eventos desde una multiplicidad de posiciones. Lejos de señalar su desaparición, estas redes emergentes facilitan la democratización de la historia, iluminando los caminos de bifurcación a lo largo de los cuales sus grandes narrativas pueden navegar aquí y ahora.
7. Así como la ciencia se esfuerza por lograr una elegancia poética, los artistas pueden asumir una búsqueda de la verdad. Toda la información es motivo de conocimiento, ya sea empírico o aforístico, sin importar su valor de verdad. Debemos abrazar la síntesis científico-poética y la ingenuidad informada de un realismo mágico. El error engendra sentido.

8. Proponemos un romanticismo pragmático sin trabas por el anclaje ideológico. Por lo tanto, el metamodernismo se definirá como la condición mercurial entre y más allá de la ironía y la sinceridad, la ingenuidad y el conocimiento, el relativismo y la verdad, el optimismo y la duda, en busca de una pluralidad de horizontes dispares y elusivos. ¡Debemos avanzar y oscilar!
Durante 2014, Shia LaBeouf comenzó en una colaboración con Turner y Nastja Säde Rönkkö, descrito por el medio Dazed como “una plataforma multi-meditación más allá de su propia celebridad y vulnerabilidad.”  Esto incluido una performance titulada #IAMSORRY, en una galería de Los Ángeles, en qué LaBeouf se sentó durante seis días silenciosamente llorando delante de sus visitantes, llevando un esmoquin y una bolsa de papel marrón sobre su cabeza emblazoned con las palabras "ya no soy famoso".

## Aceptación cultural
En la década de los 2010, un aumento en el reconocimiento cultural del metamodernismo ha aumentado el interés de comunidades artísticas, intelectuales y políticas. En noviembre de 2011, el Museo de las artes y el diseño en Nueva York reconocieron la influencia de Vermeulen y van den Akker cuando presentan una exposición con título No Más Moderna: Notas en Metamodernism, presentando el trabajo de Pilvi Takala, Guido van der Werve, Benjamin Martin, y Mariechen Danz. En marzo de 2012, Galería Tanja Wagner en Berlín en colaboración con Vermeulen y van den Akker, enunciado como la primera exposición en Europa  escenificada alrededor del concepto de metamodernismo. El espectáculo presentó el trabajo de Ulf Aminde, Yael Bartana, Monica Bonvicini, Mariechen Danz, Annabel Daou, Paula Doepfner, Olafur Eliasson, Mona Hatoum, Andy Holden, Šejla Kamerić, Ragnar Kjartansson, Kris Lemsalu, Issa Sant, David Thorpe, Angelika J. Trojnarski, Luke Turner, y Nastja Rönkkö.
En su formulación del "quirky" sensibilidad cinemática, becario de película James MacDowell describió los trabajos de Wes Anderson, Michel Gondry, Spike Jonze, Miranda July, y Charlie Kaufman cuando construyendo a la "Sinceridad Nueva", y encarnando el metamodern estructura de sentir en su equilibrando de "destacamento irónico con compromiso sincero". El 2013 asunto de la Reseña de libros americana estuvo dedicado a metamodernism e incluido una serie del ensayo que identifica autores como Roberto Bolaño, Dave Eggers, Jonathan Franzen, Haruki Murakami, Zadie Smith, y David Foster Wallace cuando metamodernists. En un 2014 artículo en PMLA, becarios literarios David James y Urmila Seshagiri argumentó que "metamodernist la escritura incorpora y adapta, reactiva y complica las prerrogativas estéticas de un momento cultural más temprano", en hablar veinte-primeros escritores de siglo como Tom McCarthy.
Profesor Stephen Knudsen, escribiendo en ArtPulse, notó que metamodernism "deja la posibilidad de quedarse comprensivo al poststructuralist deconstrucción de subjetividad y el self—Lyotard teasing de todo a intertextual fragmentos—y aun así todavía anima creadores y protagonistas genuinos y el recouping de algunos de las virtudes del modernismo." En mayo de 2014, artista de música del país Sturgill Simpson dijo CMT que su álbum Metamodern los sonidos en Música de País habían sido inspirados en parte por un ensayo por Seth Abramson, quién escribe sobre metamodernism en su Huffington blog de Correo. Simpson declaró que "Abramson casas en el camino todo el mundo está obsesionado con nostalgia, incluso aunque la tecnología está moviendo más rápida que nunca." Según J.T. Welsch, "Abramson ve el  soyeta-' prefijo como medios a transcend la carga de modernismo y posmodernismo es presuntamente patrimonio intelectual polarizado." 
Más recientemente, una serie de publicaciones ha surgido para validar el lugar del metamodernismo en la tradición intelectual de inicios del siglo XXI

## Seguir leyendo
Freinacht, H. (2017). The Listening Society (pp. 1–414).
van den Akker, R., Gibbons, A., & Vermeulen, T. (2017). Metamodernism. Radical Cultural Studies.
Baciu, C., Bocoş, M., & Baciu-Urzică, C. (2015). Metamodernism – A Conceptual Foundation. Procedia – Social and Behavioral Sciences, 209(C), 33–38. http://doi.org/10.1016/j.sbspro.2015.11.226
Brunton, J. (2018). Whose (Meta)modernism?: Metamodernism, race, and the politics of failure. Journal of Modern Literature, 41(3), 60–76. www.jstor.org/stable/10.2979/jmodelite.41.3.05
Corsa, A. (2018). Grand narratives, Metamodernism, and Global Ethics. Cosmos and History: The Journal of Natural and Social Philosophy, 14(3), 241–272.
Farmer, M. (2015). “Cloaked in, like, fifteen layers of irony: The metamodernist sensibility of “Parks and Recreation”. Studies in Popular Culture, 37(2), 103-120.
Fox, M. (2019). Alison Bechdel’s fun home: Queer futurity and the metamodernist memoir. Modern Fiction Studies, 65(3), 511-537. http://doi:10.1353/mfs.2019.0032      
James, D., & Seshagiri, U. (2014). Metamodernism: Narratives of continuity and revolution. PMLA. Publications of the Modern Language Association of America, 129(1), 87–100. http://doi.org/10.1632/pmla.2014.129.1.87
Kadagishvili, D. (2013). Metamodernism as we perceive it.(QUICK REVIEW)(Report). European Scientific Journal, 2 SE.
Kersten, D., & Wilbers, U. (2018). Introduction: Metamodernism. English Studies, 99(7), 719–722. http://doi.org/10.1080/0013838X.2018.1510657
Ondrak, J. (2018). Spectres des monstres: Post-postmodernisms, hauntology and creepypasta narratives as digital fiction. Horror Studies, 9(2), 161-178. http://doi.org/10.1386/HOST.9.2.161_1
Vermeulen, T., & van den Akker, R. (2010). Notes on metamodernism. Journal of Aesthetics & Culture, 2(1). http://doi.org/10.3402/jac.v2i0.5677
Vermeulen, T., & van den Akker, R. (2015). Utopia, sort of: A case study in metamodernism. Studia Neophilologica, 87, 55-67. http://doi.org/10.1080/00393274.2014.981964